# 2024年印度尼西亞總統選舉
2024年印度尼西亞總統選舉於2024年2月14日舉行，是印度尼西亞第五次總統公民直選，結果由國防部長普拉博沃·苏比延多以過半票數直接擊敗前雅加達省長阿尼斯·巴斯威丹和前中爪哇省省長甘查爾·普拉諾沃，當選印尼第8任總統。他於同年宣誓就職，任期至2029年屆滿。
本屆選舉採用兩輪投票制，合資格選民超過2億人；是次選舉與立法機構選舉、地方議會選舉同步舉行，三者並稱為全球規模最大的單日選舉。第7任總統佐科·維多多因已連任一次，根據《憲法》規定無法再度競選。本屆選舉共有3組候選人參選，為2009年以來的首次：阿尼斯和和人民代表會議副議長穆海敏·伊斯干達爾獲得包括國民民主黨等4個政黨推薦，普拉博沃和梭羅市長、佐科·維多多的長子吉布蘭·拉卡布明·拉卡獲得大印尼運動黨等8個政黨推薦，甘查爾和政治法律安全统筹部长穆罕默德·马福德·马赫莫丁則獲得鬥爭派民主黨等4個政黨的推薦。

## 背景

### 選舉制度
本屆選舉沿用《選舉法》（2017年第7號法令）規定的選舉安排。按照該法令，總統選舉和立法機構選舉由獨立於政府的公務機構選舉委員會（選委會）籌辦，由選舉監督委員會（選監會）監察。行政失當、賄選等選舉不當行為亦由選監會裁決。選委會、選監會人員的操守問題由選舉組織人員榮譽委員會（印尼語： DKPP）審理，該委員會由7名委員組成，其中5人由政府委任，另外2人則是選委會、選監會指派的人員。
政黨要推舉總統候選人，就必須在人民代表會議（下議院，俗稱國會）佔有多於20%的議席，或者在上一屆（2019年）立法選舉獲得超過25%的選票。：第222條。無法達到要求的政黨可以保持中立，不推舉候選人，但是符合要求的政黨必須這樣做，否則他們將無法參加來屆立法選舉：第235條。
總統選舉採用不可轉移單票制，選民只可支持一組候選人。候選人要當選，就必須得到多數選民的支持，並在印尼過半數（即超過19個）省區贏得20%以上的選票。如果沒有候選人符合資格，選委會將舉行第二輪投票，由得票最多的兩組候選人角逐正、副總統職務。如果有多於三組候選人並列第一名，或者有多於兩組候選人並列第二名，選舉委員會則需要按照這幾組候選人的票源分佈，決定誰能進入第二輪投票：第416條。
年滿17歲，以及未滿17歲，卻已結婚的印尼公民均擁有投票權。根據選委會在2023年7月2日公布的選民登記冊，合資格的選民人數為204,807,222人，其中國內選民203,056,748人，國外選民1,750,474人。
和上一屆選舉一樣，本屆總統選舉與立法機構選舉同步舉行。

## 候選人
參加總統／副總統選舉的要求很相似，候選人必須是在印尼出生，自出生即擁有印尼公民權的人士，另外也必須年滿40歲（或正擔任民意代表或地方首長），並信奉獨一無二的神明。候選人的配偶也必須是印尼公民。曾觸犯最高可判處五年以上監禁的罪行的人士和破產人士不得參選。正、副總統的任期上限是兩次，所以時任總統佐科不得參選。2023年10月憲法法院的一項判決規定，未年滿40歲的民意代表和地方首長可以繞過年齡限制，成為正、副總統候選人，由此佐科的長子、梭羅市長吉布蘭·拉卡布明·拉卡也具備參選資格。參與裁決的憲法法院院長安瓦爾·烏斯曼也是佐科的妹夫，吉布蘭的姑丈，事後憲法法院榮譽委員會裁定安瓦爾沒有避嫌，嚴重違反道德與行為守則，故免去其院長職務，並禁止他參與任何與本次選舉有關的案件，但委員會沒有權力推翻上述的判決。
| 候選人 | 候選人     | 候選人                                                            | 出生日期                | 黨籍         | 最近擔任職位                   | 競選搭檔                 | 支持政黨      | 得票率及 國會席次 （2019） |
| ------ | ---------- | ----------------------------------------------------------------- | ----------------------- | ------------ | ------------------------------ | ------------------------ | ------------- | -------------------------- |
| 1      |            | 阿尼斯·拉希德·巴斯威丹 Anies Rasyid Baswedan                      | 1969年5月7日 （54歲）   | 無黨籍       | 雅加達省長 （2017年—2022年）   | 穆海敏·伊斯干達爾        | 國民民主黨    | 9.05%，50席                |
| 1      | 民族覺醒黨 | 阿尼斯·拉希德·巴斯威丹 Anies Rasyid Baswedan                      | 1969年5月7日 （54歲）   | 無黨籍       | 雅加達省長 （2017年—2022年）   | 穆海敏·伊斯干達爾        | 9.69%，58席   |                            |
| 1      | 繁榮公正黨 | 阿尼斯·拉希德·巴斯威丹 Anies Rasyid Baswedan                      | 1969年5月7日 （54歲）   | 無黨籍       | 雅加達省長 （2017年—2022年）   | 穆海敏·伊斯干達爾        | 8.21%，50席   |                            |
| 1      | 烏瑪黨     | 阿尼斯·拉希德·巴斯威丹 Anies Rasyid Baswedan                      | 1969年5月7日 （54歲）   | 無黨籍       | 雅加達省長 （2017年—2022年）   | 穆海敏·伊斯干達爾        | 新政黨        |                            |
| 2      |            | 普拉博沃·蘇比延多·佐約哈迪庫蘇莫 Prabowo Subianto Djojohadikusumo | 1951年10月17日 （72歲） | 大印尼運動黨 | 國防部長 （2019年—2024年）     | 吉布蘭·拉卡布明·拉卡     | 大印尼運動黨  | 12.57%，78席               |
| 2      | 專業集團黨 | 普拉博沃·蘇比延多·佐約哈迪庫蘇莫 Prabowo Subianto Djojohadikusumo | 1951年10月17日 （72歲） | 大印尼運動黨 | 國防部長 （2019年—2024年）     | 吉布蘭·拉卡布明·拉卡     | 12.31%，85席  |                            |
| 2      | 民主黨     | 普拉博沃·蘇比延多·佐約哈迪庫蘇莫 Prabowo Subianto Djojohadikusumo | 1951年10月17日 （72歲） | 大印尼運動黨 | 國防部長 （2019年—2024年）     | 吉布蘭·拉卡布明·拉卡     | 7.77%，54席   |                            |
| 2      | 國民使命黨 | 普拉博沃·蘇比延多·佐約哈迪庫蘇莫 Prabowo Subianto Djojohadikusumo | 1951年10月17日 （72歲） | 大印尼運動黨 | 國防部長 （2019年—2024年）     | 吉布蘭·拉卡布明·拉卡     | 6.84%，44席   |                            |
| 2      | 印尼團結黨 | 普拉博沃·蘇比延多·佐約哈迪庫蘇莫 Prabowo Subianto Djojohadikusumo | 1951年10月17日 （72歲） | 大印尼運動黨 | 國防部長 （2019年—2024年）     | 吉布蘭·拉卡布明·拉卡     | 1.89%，無議席 |                            |
| 2      | 星月黨     | 普拉博沃·蘇比延多·佐約哈迪庫蘇莫 Prabowo Subianto Djojohadikusumo | 1951年10月17日 （72歲） | 大印尼運動黨 | 國防部長 （2019年—2024年）     | 吉布蘭·拉卡布明·拉卡     | 0.79%，無議席 |                            |
| 2      | 改革先鋒黨 | 普拉博沃·蘇比延多·佐約哈迪庫蘇莫 Prabowo Subianto Djojohadikusumo | 1951年10月17日 （72歲） | 大印尼運動黨 | 國防部長 （2019年—2024年）     | 吉布蘭·拉卡布明·拉卡     | 0.50%，無議席 |                            |
| 2      | 人民浪潮黨 | 普拉博沃·蘇比延多·佐約哈迪庫蘇莫 Prabowo Subianto Djojohadikusumo | 1951年10月17日 （72歲） | 大印尼運動黨 | 國防部長 （2019年—2024年）     | 吉布蘭·拉卡布明·拉卡     | 新政黨        |                            |
| 3      |            | 甘查爾·普拉諾沃 Ganjar Pranowo                                    | 1968年10月28日 （55歲） | 鬥爭派民主黨 | 中爪哇省省長 （2013年—2023年） | 穆罕默德·马福德·马赫莫丁 | 鬥爭派民主黨  | 19.33%，128席              |
| 3      | 建設統一黨 | 甘查爾·普拉諾沃 Ganjar Pranowo                                    | 1968年10月28日 （55歲） | 鬥爭派民主黨 | 中爪哇省省長 （2013年—2023年） | 穆罕默德·马福德·马赫莫丁 | 4.52%，19席   |                            |
| 3      | 印尼統一黨 | 甘查爾·普拉諾沃 Ganjar Pranowo                                    | 1968年10月28日 （55歲） | 鬥爭派民主黨 | 中爪哇省省長 （2013年—2023年） | 穆罕默德·马福德·马赫莫丁 | 2.67%，無議席 |                            |
| 3      | 民心黨     | 甘查爾·普拉諾沃 Ganjar Pranowo                                    | 1968年10月28日 （55歲） | 鬥爭派民主黨 | 中爪哇省省長 （2013年—2023年） | 穆罕默德·马福德·马赫莫丁 | 1.54%，無議席 |                            |

## 選舉結果
4家民調機構的快速計票結果顯示，普拉博沃-吉布蘭組合以約58%的得票率，領先另外兩組候選人。按照選委會在3月20日公布的選舉結果，最終普拉博沃-吉布蘭組合以58.6%的得票率，擊敗得票率約25%的阿尼斯-穆海敏組合，以及得票率約16.5%的甘查爾-馬福德組合，以過半得票率直接當選正、副總統。普拉博沃-吉布蘭組合在36個省區獲勝，阿尼斯-穆海敏組合則僅在亞齊特區和西蘇門答臘省勝出。
| 候选人                          | 候选人             | 竞选搭档                        | 政党               | 票数        | %      |
| ------------------------------- | ------------------ | ------------------------------- | ------------------ | ----------- | ------ |
|                                 | 普拉博沃·蘇比延多  | 吉布蘭·拉卡布明（無黨籍）       | 大印尼運動黨       | 96,214,691  | 58.59  |
|                                 | 阿尼斯·巴斯威丹    | 穆海敏·伊斯干達爾（民族覺醒黨） | 無黨籍             | 40,971,906  | 24.95  |
|                                 | 甘查爾·普拉諾沃    | 马福德·马赫莫丁（無黨籍）       | 鬥爭派民主黨       | 27,040,878  | 16.47  |
| 总共                            | 总共               | 总共                            | 总共               | 164,227,475 | 100.00 |
|                                 |                    |                                 |                    |             |        |
| 已登记选民／投票率              | 已登记选民／投票率 | 已登记选民／投票率              | 已登记选民／投票率 | 204,807,222 | –      |
| 资料来源：印尼選委會；CNN印尼台 |                    |                                 |                    |             |        |

## 後續
開票當晚，普拉伯沃和吉布蘭在開票晚會上感謝年輕選民的支持，並表示要和「最好的印尼人」一起組建政府。阿尼斯和甘查爾則呼籲支持者等待正式點票結果，未承認落敗。《外交家》雜誌引述許多獨立觀察員表示，本次選舉並未出現大規模舞弊，另一方面，阿尼斯團隊、甘查爾團隊、公民社會團體和部分學者都認為本次選舉出現大規模的舞弊、違規行為（如軍警恐嚇選民、政府利用公共福利誘使選民支持特定候選人等）和道德爭議，為此有示威者上街抗議選舉結果，前副總統優素福·卡拉更表示這是印尼自1955年以來最差的一次選舉。除了計劃向憲法法院上訴，甘查爾還在2月19日建議人民代表會議（國會）行使調查權或舉行聽證會，調查上述指控，該建議隨後獲得阿尼斯、卡拉、前總統兼鬥爭派民主黨黨魁梅加瓦蒂·蘇加諾普特麗等人的支持，但一名法律分析員向路透社表示，這樣做只能向政府施壓，不能改變選舉結果。普拉博沃於選舉結果公布當天（3月20日）發表勝利演說，向佐科致謝，呼籲各界團結，又表示他和吉布蘭就任正、副總統後會盡力為印尼人民做事。隨後阿尼斯和甘查爾入稟憲法法院，要求重新舉行選舉，以維繫選舉的公正性——阿尼斯要求禁止吉布蘭參選，甘查爾則要求禁止普拉博沃和吉布蘭參選。憲法法院在4月22日以證據不足為由，以5比3的投票結果裁定阿尼斯和甘查爾敗訴。
和2019年一樣，這次選舉需要同時選出總統和各級議會議員，點票程序非常複雜。有鑑於2019年總統選舉後有大批基層選舉官員死亡，選委會這次把基層選舉官員的年齡上限定為55歲，同時要求他們遞交醫學證明，證明自己沒有隱疾。但由於人手短缺，這些規定並沒有嚴格執行。選委會還購置了維他命丸，以及為選舉官員提供健康指引，以減少點票程序所造成的傷亡。選舉結束後，選委會和選監會表示，截至2月26日，已經有至少125名選舉工作人員在點票過程中死亡，另外衛生部表示，截至2月24日，已經有14,364人不適送院。

## 外部連結
- 選舉委員會網站 （页面存档备份，存于） （印尼文）
- 選舉監督委員會網站 （页面存档备份，存于） （印尼文）